# 白衣修士街加尔默罗会教堂

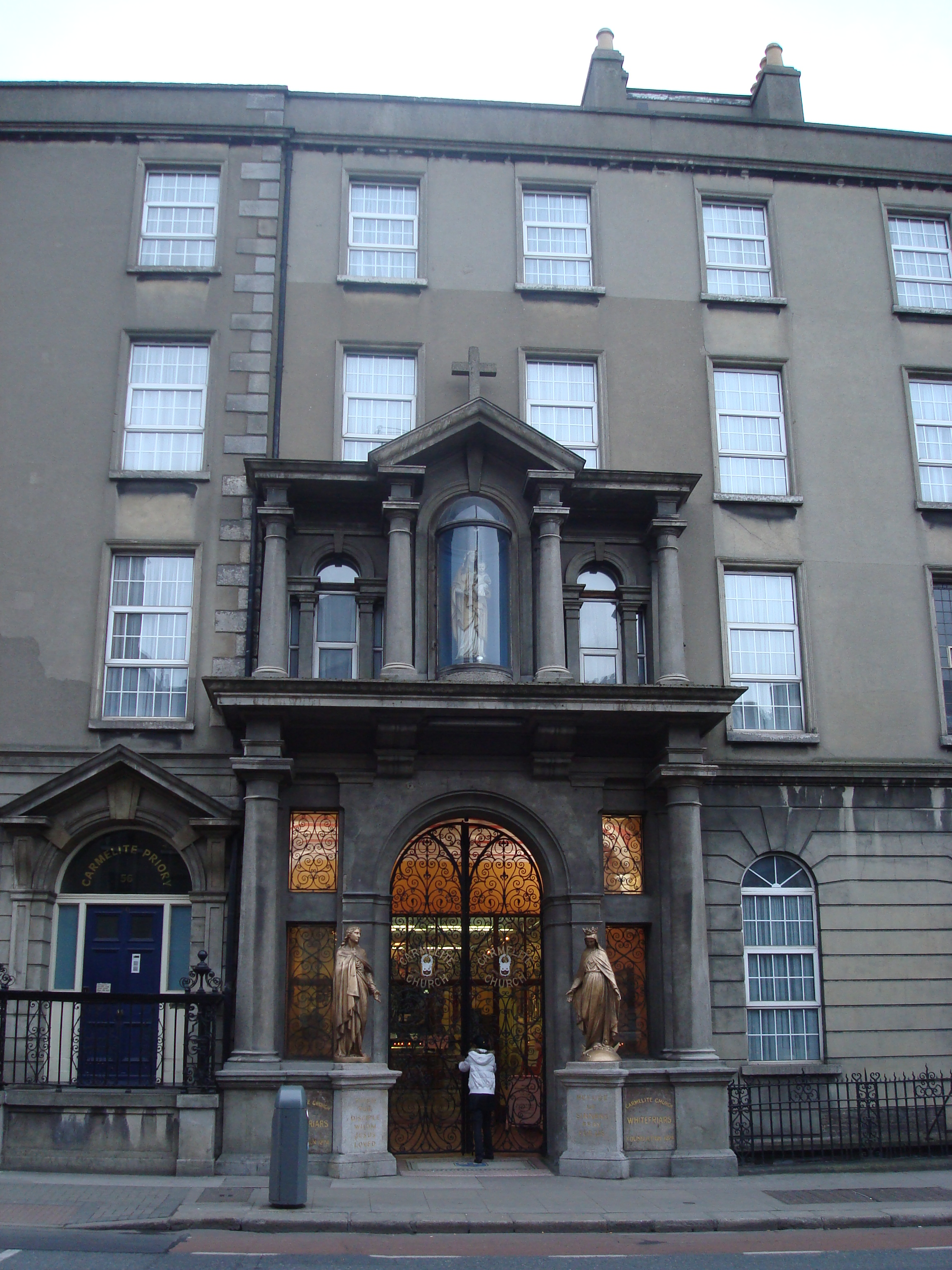
白衣修士街加尔默罗会教堂

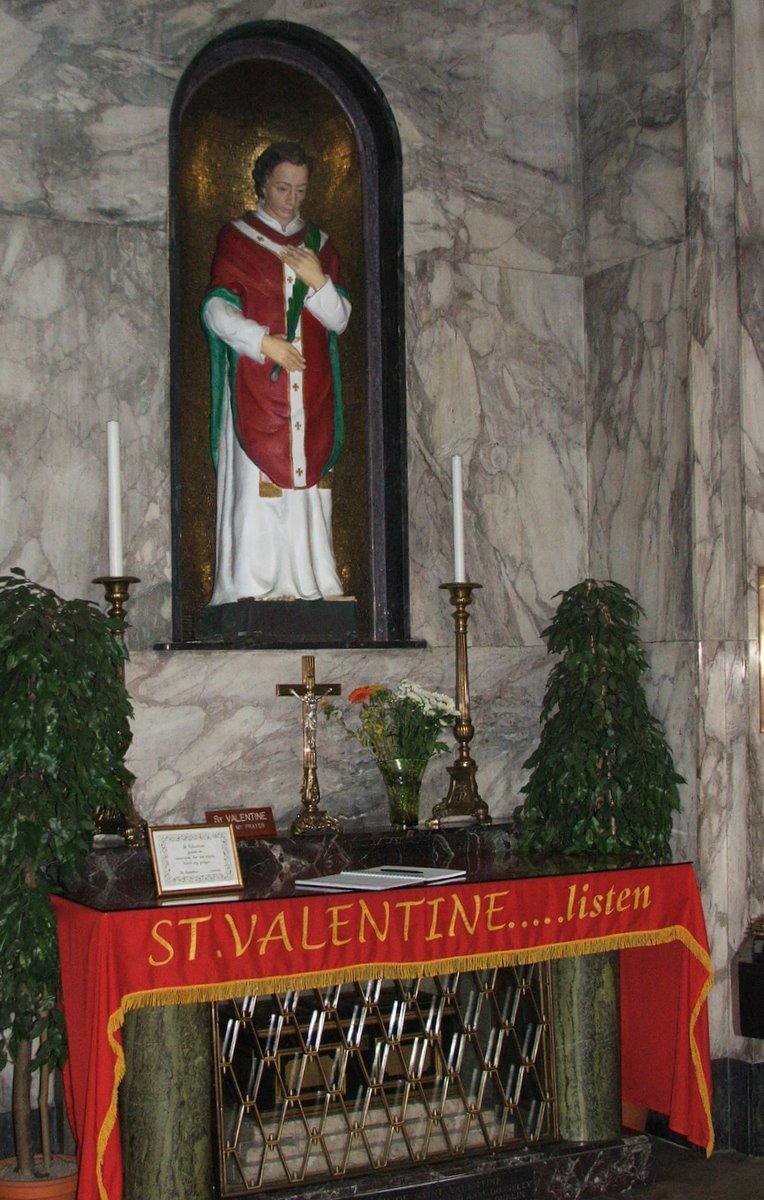
圣瓦伦丁

白衣修士街加尔默罗会教堂（Whitefriar Street Carmelite Church）是一座罗马天主教教堂，位于爱尔兰都柏林，由加尔默罗会管理。
该堂以拥有圣瓦伦丁的圣髑而著称。这是在19世纪，由額我略十六世捐赠的，原本安葬在罗马的圣希波吕托斯墓地。
在宗教改革之前，此处曾有建于1539年的加尔默罗会修道院。目前的建筑可以追溯到1825年，是由乔治帕帕沃思设计。他也设计了都柏林的圣玛利亚临时主教座堂。在1856年和1868年进行了扩建。
教堂内还有西西里岛的圣亚伯的圣髑。他在1306年去世。在他的庆日（八月七日），其圣髑浸入圣亚伯井的水中，据说可治病。
教堂内还有一尊真人大小的橡木都柏林圣母像。